# 福岡市道長浜博多駅2号線
福岡市道長浜博多駅2号線（ふくおかしどうながはまはかたえきにごうせん）は、福岡市の都心部の一部とされる中央区大名及び赤坂にあり、赤坂一丁目の赤坂交差点から国道202号の警固交差点に至る市道（幹線一級市町村道）である。全長が411.81メートルと短いが、長浜博多駅1号線の南端からそのまま南に向かい、東西に走る2本の幹線道路を結び、都心部の南北に走る交通軸として、渡辺通りなどとともに、交通ネットワークの一部を担っている。

## 特徴
この路線の特徴は、全区間が福岡市の「都心部」の西側にあり、用途地域が商業地域に指定されている沿道に商業施設、業務施設、サービス施設などが集積していることである。
この路線は、江戸時代の地図では、当時存在していなかったことが確認できるが、近くの「赤坂御門」から南へ向かう通りの西側にこれと並行して、現在の長浜博多駅1号線の南端に直接繋がるように築造された道路である。
また、この路線は福岡市道路愛称がつけられた路線の一部の区間に該当し、北に接続する長浜博多駅1号線の全区間及び南に接続する福岡県道31号福岡筑紫野線の一部を繋げた区間が大正通りと呼ばれている。

道路の変遷
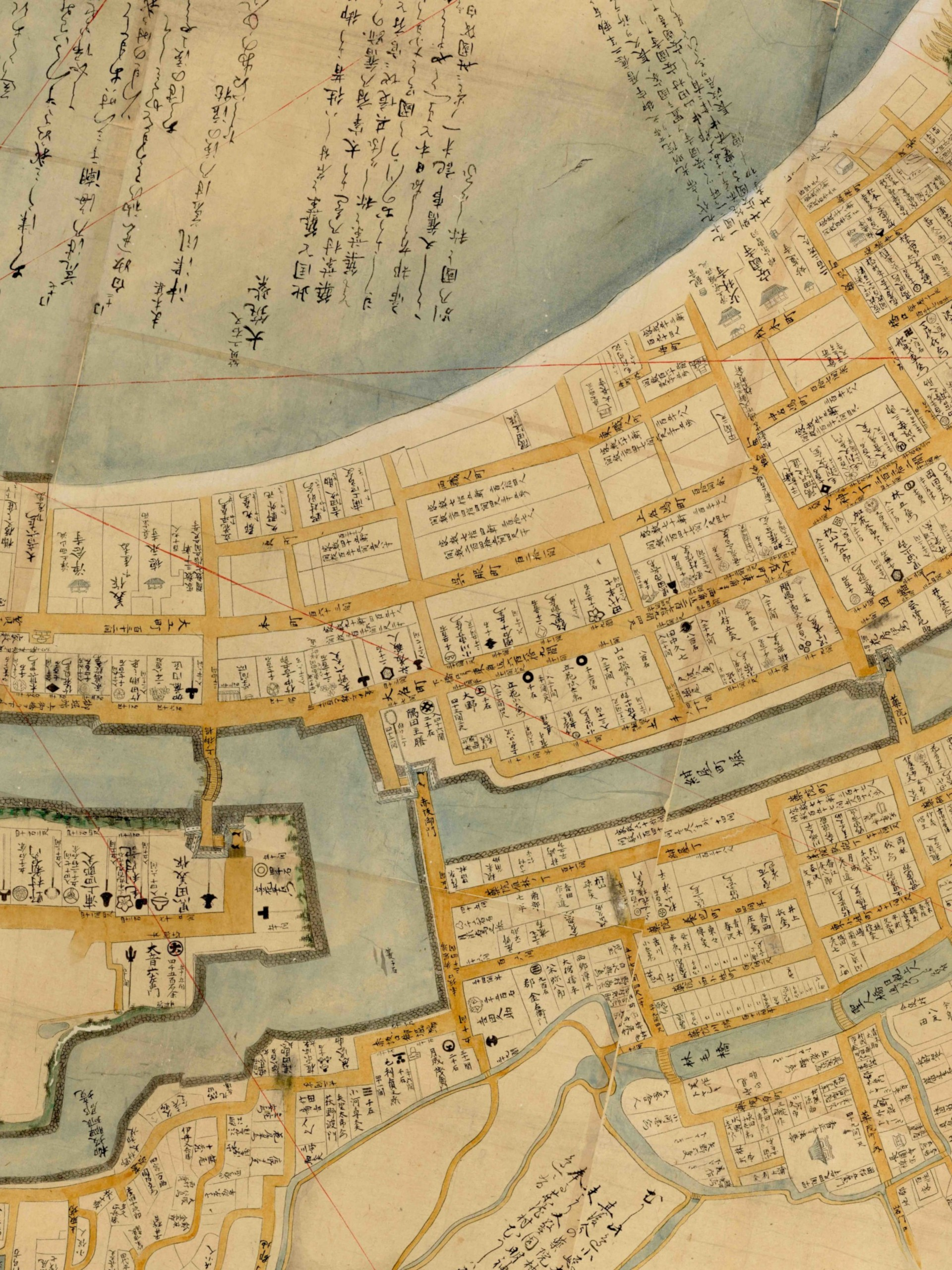
江戸時代
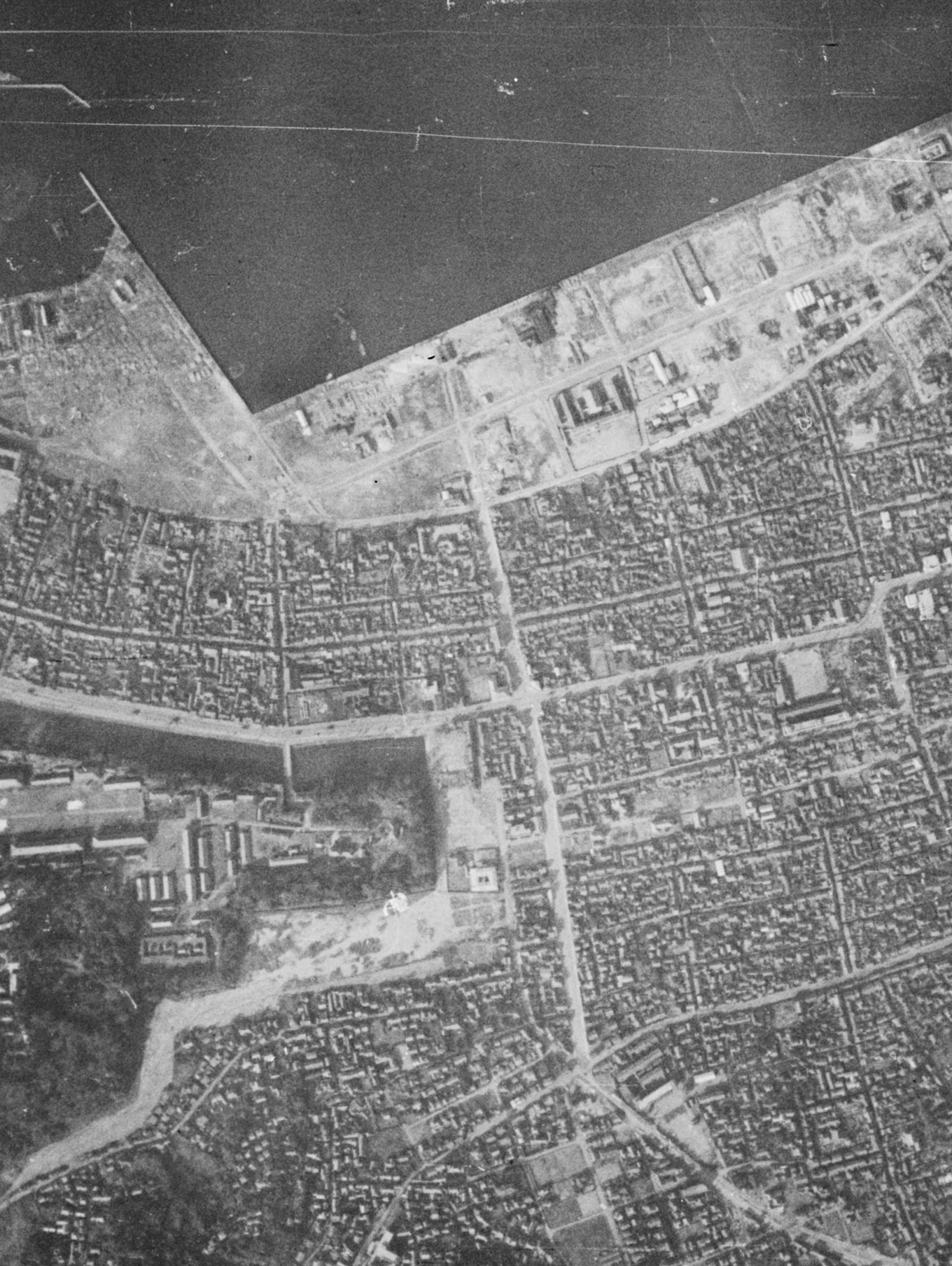
1939年12月6日撮影
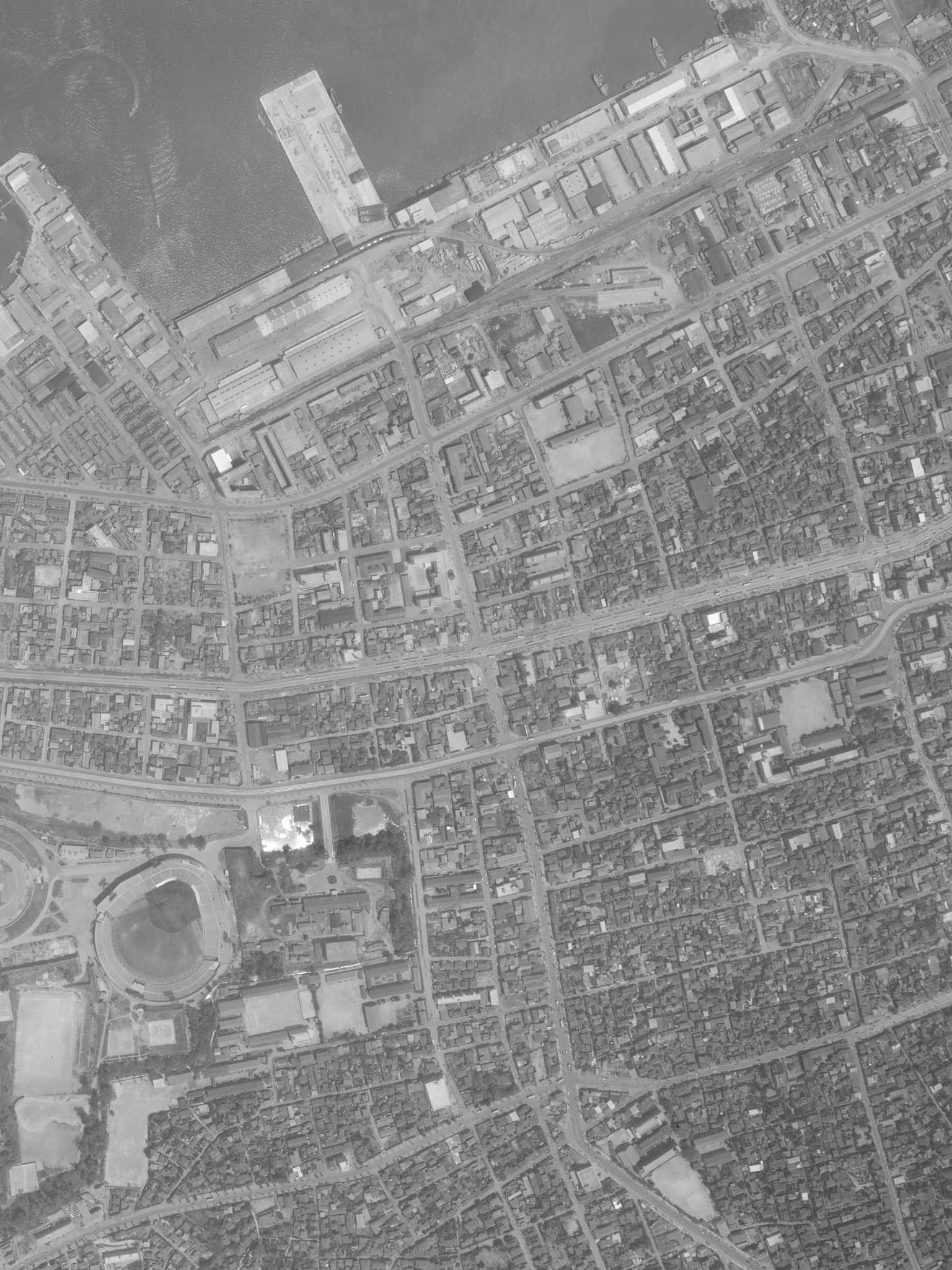
1961年5月9日撮影

## 接続する主な通り
| 交差する道路               | 市町村名 | 市町村名 | 交差する場所 | 交差する場所     |
| -------------------------- | -------- | -------- | ------------ | ---------------- |
| 市道千代今宿線（明治通り） | 福岡市   | 中央区   | 赤坂一丁目   | 赤坂交差点、起点 |
| 国道202号（国体道路）      | 福岡市   | 中央区   | 赤坂一丁目   | 警固交差点、終点 |

## 接続、近接する主な施設
- 赤坂駅
- ハローワーク福岡中央[注釈 3]
- 福岡市中央図書館
- 福岡市立中央体育館[注釈 4]
- 福岡市立中央市民センター[注釈 5]
- 福岡県福岡西総合庁舎[注釈 6]